# Cnemaspis dickersoni
Cnemaspis dickersoni är en ödleart som beskrevs av  Schmidt 1919. Cnemaspis dickersoni ingår i släktet Cnemaspis och familjen geckoödlor. Inga underarter finns listade i Catalogue of Life.